# NGC 6404
NGC 6404 est un amas ouvert situé dans la constellation du Scorpion. Il a été découvert par l'astronome britannique John Herschel en 1837.
Selon la classification des amas ouverts de Robert Trumpler, cet amas renferme entre 50 et 100 étoiles (lettre m) dont la concentration est moyennement faible (III) et dont les magnitudes se répartissent sur un intervalle moyen (le chiffre 2). D'après les données du catalogue Lynga, l'amas est composé de 50 étoiles.

## Observation
Avec une magnitude visuelle de 10,6, on peut observer l'amas avec un télescope dont l'ouverture est d'au moins 150 mm.

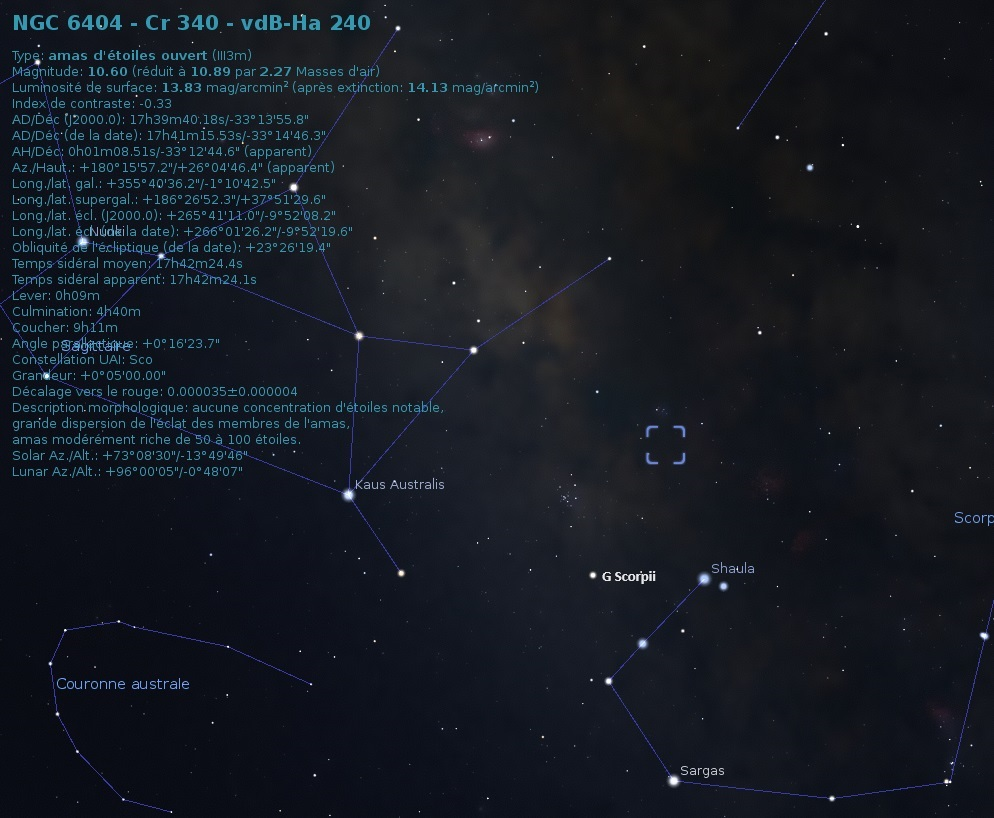
Localisation de NGC 6404 dans la constellation de Scorpion.

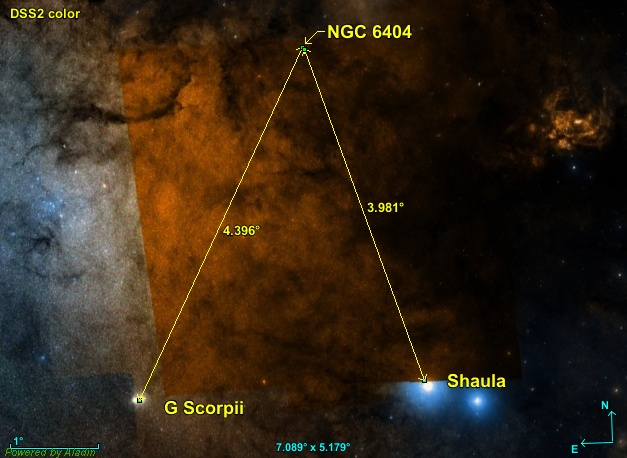
Position de NGC 6404 par rapport à deux étoiles.

NGC 6404 est situé à environ 4 degrés au nord-est de Shaula (Lambda Scorpii) et à ≈4,4 degrés au nord-ouest de G Scorpii.

## Caractéristiques

### Distance, taille et vitesse
Deux valeurs provenant des mesures de la parallaxe sont indiquées sur la base de données Simbad: 2 500 pc et 2 767 ± 199 km/s. Une valeur de la parallaxe égale à (0,355 ± 0,004 mas) provenant d'une publication de 2020 est aussi indiquée par Simbad. Cette parallaxe correspond à une distance de 2 817 ± 32 pc.  
La taille apparente de l'amas, selon les sources, est comprise entre 4,2' et 6' (5,1 ± 0,9') ce qui, compte tenu de la distance de 2 767 ± 199 pc et grâce à un calcul simple, équivaut à une taille réelle de 13,4 ± 3,3 al. 
La base de données Simbad indique trois valeurs de la vitesse assez semblables: 10,12 ± 0,26 km/s, 9,380 ± 0,494 km/s et 9,91 ± 0,21 km/s. L'amas s'éloigne donc de nous à une vitesse moyenne de 9,8 ± 0,4 km/s. 

### Étoiles brillantes dans le champ de vision de l'amas
NGC 6404 renferme au moins cinq étoiles traînardes bleues.

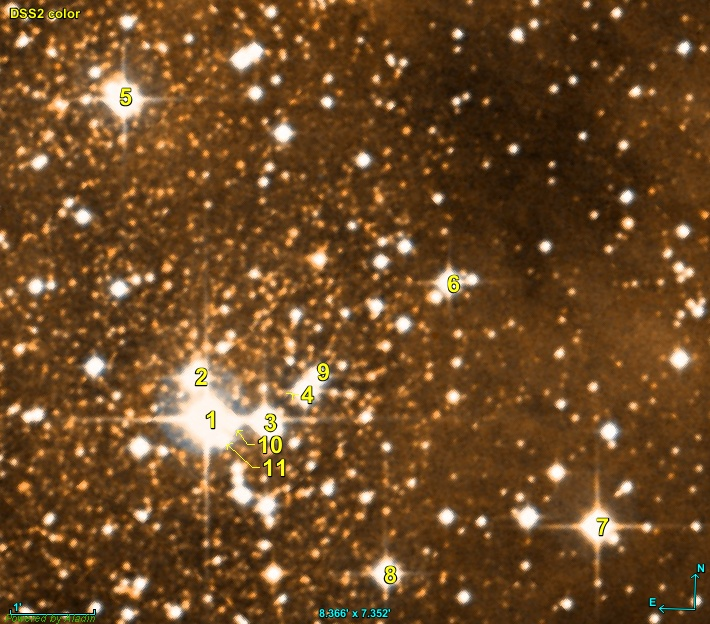
Les étoiles les plus brillantes dans le champ de vision de NGC 6404. Une des désignations utilisées par Simbad est NGC 6404 #, où # est un nombre allant de 1 à 11. Ces nombres sont reproduits sur cette image.

Le logiciel Aladin du centre de données astronomiques de Strasbourg permet d'identifier les étoiles les plus brillantes dans le voisinage de l'amas. Les caractéristiques de ces étoiles sont aussi disponibles sur la base de données Simbad.
Des 11 étoiles du tableau ci-dessous, 9 sont probablement membres de l'amas, deux dont les caractéristiques (distance et/ou mouvement propre) sont vraiment différentes ne sont sûrement pas membres de l'amas. Les traînardes bleues mentionnées dans l'article de Llorente et ses collègues sont probablement les étoiles #2, #4, #5, #6 et #8, si l'on se fie à leur type spectral O ou B. La distance moyenne des 9 membres est de 2 024 ± 108 pc (∼6 600 al), ce qui nettement inférieure aux distances mentionnées plus haut. Leur mouvement propre moyen est de −0,437 ± 0,303 mas/an en ascension droite et de −2,446 ± 0,321 (mas/an) en déclinaison.
| #   | nom         | P (mas)         | d (pc)     | μα* (mas/an) | μδ* (mas/an) | type            | mV    | Rem                   | AD        | Dec       |
| --- | ----------- | --------------- | ---------- | ------------ | ------------ | --------------- | ----- | --------------------- | --------- | --------- |
| #1  | HD 167971   | 0,7273 ± 0,0735 | 1375 ± 139 | 0,206        | -1,979       | O8Iaf(n)+O4/5 C | 7,50  | Sup. G. B. Non membre | 270,30164 | -12,24259 |
| #2  | BD-12 4981  | 0,5175 ± 0,0192 | 1932 ± 72  | -0,500       | -2,747       | B0 D            | 10,19 |                       | 270,30180 | -12,23452 |
| #3  | BD-12 4979  | 0,523 ± 0,0195  | 1912 ± 71  | -0,640       | -2,488       |                 | 9,55  |                       | 270,30087 | -12,24286 |
| #4  | BD-12 4978  | 0,4785 ± 0,0348 | 2090 ± 152 | -0,336       | -2,441       | OB E            | 10,40 |                       | 270,30031 | -12,23709 |
| #5  | BD-12 4982  | 0,4941 ± 0,0159 | 2024 ± 65  | +0,167       | -1,709       | OB E            | 9,26  |                       | 270,30275 | -12,17977 |
| #6  | BD-12 4973  | 0,5261 ± 0,0192 | 1901 ± 69  | -0,554       | -2,396       | B0.5 D          | 10,90 |                       | 270,29838 | -12,21580 |
| #7  | BD-12 4971  | 2,3209 ± 0,0185 | 431 ± 3    | -4,653       | -15,960      | K0 D~           | 9,10  | Non membre            | 270,29640 | -12,26374 |
| #8  | BD-12 4975  | 0,5143 ± 0,0228 | 1944 ± 86  | -0,818       | -2,867       | OB- E           | 10,52 |                       | 270,29923 | -12,27294 |
| #9  | NGC 6604 9  | 0,4611 ± 0,0172 | 2169 ± 81  | -0,102       | -2,531       |                 | 11,68 |                       | 270,30013 | -12,23420 |
| #10 | NGC 6604 10 | 0,4592 ± 0,0127 | 2178 ± 60  | -0,520       | -2,4117      |                 | 12,85 |                       | 270,30130 | -12,24342 |
| #11 | NGC 6604 11 | 0,4841 ± 0,0144 | 2066 ± 61  | -0,626       | -2,421       |                 | 12,95 |                       | 270,30143 | -12,24657 |

Simbad montre aussi un bouton nommé Children. En cliquant sur ce bouton, on atteint une section de cette base de données qui renferme un tableau contenant 441 entrées pour NGC 6404. Cependant, des étoiles (les Children) peuvent apparaître plusieurs fois dans la deuxième colonne du tableau, d'où le nombre de liens bibliographiques qui est supérieure au nombre d'étoiles. La quatrième colonne de ce tableau indique la probabilité que l'étoile appartienne à l'amas. En cliquant sur le titre de cette colonne, on peut classer la probabilité par ordre croissant ou décroissant. En cliquant sur la désignation de l'étoile, on atteint la page de Simbad qui résume ses propriétés.